# Eotetranychus rajouriensis
Eotetranychus rajouriensis är en spindeldjursart som beskrevs av Nassar och Ghai 1981. Eotetranychus rajouriensis ingår i släktet Eotetranychus och familjen Tetranychidae. Inga underarter finns listade i Catalogue of Life.